# Козьле (Лодзинське воєводство)
Козьле (пол. Koźle) — село в Польщі, у гміні Стрикув Зґерського повіту Лодзинського воєводства.
Населення — 215 осіб (2011).

## Демографія
Демографічна структура станом на 31 березня 2011 року:
|          | Загалом | Допрацездатний вік | Працездатний вік | Постпрацездатний вік |
| -------- | ------- | ------------------ | ---------------- | -------------------- |
| Чоловіки | 101     | 21                 | 70               | 10                   |
| Жінки    | 114     | 16                 | 65               | 33                   |
| Разом    | 215     | 37                 | 135              | 43                   |